# Tabontabon
Tabontabon ist eine philippinische Stadtgemeinde in der Provinz Leyte. Sie hat 11.204 Einwohner (Zensus 1. August 2015).

## Baranggays
Tabontabon ist politisch in 16 Baranggays unterteilt.
| - Amandangay - Aslum - Balingasag - Belisong - Cambucao - Capahuan - Guingawan - Jabong | - Mercadohay - Mering - Mohon - District I Pob. (Quezon) - District II Pob. (Rizal) - District III Pob. (Bonifacio) - District IV Pob. (Macarthur) - San Pablo (Mooc) |